# Per fortuna purtroppo
Per fortuna purtroppo è un album della cantante italiana Irene Grandi, pubblicato il 25 settembre del 1997.
È stato premiato con un disco di platino per le oltre 100 000 copie distribuite.

## Descrizione
Annunciato dal singolo Che vita è, l'album non contiene collaborazioni particolari, ma al suo interno sono presenti molti brani scritti dalla cantante stessa, che in questo disco sperimenta il genere soul.
Tra i dieci brani del disco ci sono anche Fai come me, colonna sonora del film Il barbiere di Rio (dove la cantante ha recitato nel ruolo dell'angelo custode), 8 e mezzo, Primitiva e Non ti scriverò cantata in coppia con Teacher Mike.

## Tracce
CD (CGD / EastWest 3984-20120-2 (Warner)
1. Per fortuna purtroppo – 4:35 (Telonio, Irene Grandi)
2. Nuova posizione – 4:45 (Telonio, Irene Grandi)
3. Che vita è – 4:26 (Telonio)
4. Primitiva – 4:28 (Telonio, Irene Grandi, Drè Love)
5. È possibile che noi – 4:34 (Telonio)
6. Otto e mezzo – 3:42 (Pietro Stefanini, Francesco Sighieri, Stefano Luchi)
7. Fai come me – 3:26 (Telonio, Irene Grandi)
8. Non ti scriverò – 4:01 (Gaudi, Telonio, Irene Grandi, Teacher Mike)
9. Sotto le stelle – 4:43 (Telonio, Irene Grandi)
10. Un bagno in mare – 4:42 (Telonio)

Durata totale: 43:22

## Formazione
- Irene Grandi – voce, cori
- Riccardo Galardini – chitarra
- Michael Neal – basso
- Luca Cersosimo – programmazione
- Dado Parisini – basso, programmazione, organo Hammond, tastiera
- Gene Lake – batteria
- Riccardo Onori – chitarra
- Massimo Pacciani – batteria
- Telonio – tastiera, programmazione, basso, chitarra
- Paco Sery – percussioni, cori
- Emanuela Cortesi, Luca Jurman, Gianni Salvatori – cori

## Classifiche
| Paese  | Posizione massima |
| ------ | ----------------- |
| Italia | 3                 |